# Testudinaria
Testudinaria är ett släkte av spindlar. Testudinaria ingår i familjen hjulspindlar.
Kladogram enligt Catalogue of Life:
| Testudinaria | \| \| Testudinaria bonaldoi \| \| \| \| \| \| Testudinaria debsmithi \| \| \| \| \| \| Testudinaria elegans \| \| \| \| \| \| Testudinaria geometrica \| \| \| \| \| \| Testudinaria gravatai \| \| \| \| \| \| Testudinaria lemniscata \| \| \| \| \| \| Testudinaria quadripunctata \| \| \| \| \| \| Testudinaria rosea \| \| \| \| \| \| Testudinaria unipunctata \| \| \| \| |
|              | \| \| Testudinaria bonaldoi \| \| \| \| \| \| Testudinaria debsmithi \| \| \| \| \| \| Testudinaria elegans \| \| \| \| \| \| Testudinaria geometrica \| \| \| \| \| \| Testudinaria gravatai \| \| \| \| \| \| Testudinaria lemniscata \| \| \| \| \| \| Testudinaria quadripunctata \| \| \| \| \| \| Testudinaria rosea \| \| \| \| \| \| Testudinaria unipunctata \| \| \| \| |
|              | Testudinaria bonaldoi |
|              | |
|              | Testudinaria debsmithi |
|              | |
|              | Testudinaria elegans |
|              | |
|              | Testudinaria geometrica |
|              | |
|              | Testudinaria gravatai |
|              | |
|              | Testudinaria lemniscata |
|              | |
|              | Testudinaria quadripunctata |
|              | |
|              | Testudinaria rosea |
|              | |
|              | Testudinaria unipunctata |
|              | |